# Nykøbing FC
A Nykøbing Football Club egy dán labdarúgócsapat. A klubot 1994-ben alapították Nykøbing Falster Alliancen néven  két klub, a Boldklubben 1901 és a Boldklubben 1921 egyesítésével. 2006 és 2013 között Lolland Falster Alliancen néven szerepelt a klub. Székhelye Nykøbing Falster városa, jelenleg a másodosztályban szerepel.

## Jelenlegi keret
| #  |     | Poszt | Név                            |
| -- | --- | ----- | ------------------------------ |
| 2  | DNK | V     | Elias Gärtig                   |
| 3  | DNK | V     | Kasper Jensen                  |
| 4  | DNK | V     | Thor Høholt                    |
| 6  | DNK | V     | Marcus Backmann                |
| 7  | SWE | KP    | Victor Christiansson           |
| 8  | DNK | KP    | Mads Carlson                   |
| 9  | DNK | CS    | Ahmed Hassan                   |
| 10 | DNK | KP    | Mathias Gehrt                  |
| 11 | DNK | CS    | Emilio Simonsen                |
| 12 | DNK | CS    | Willads Delvin                 |
| 13 | DNK | KP    | Lars Pleidrup (csapatkapitány) |
| 14 | DNK | V     | Jacob Blach                    |
| 16 | DNK | CS    | Sebastian Nørløv               |
| 17 | DNK | KP    | Simon Madsen                   |

| #  |     | Poszt | Név                |
| -- | --- | ----- | ------------------ |
| 19 | DNK | KP    | Valon Ljuti        |
| 20 | DNK | CS    | Emeka Nnamani      |
| 21 | DNK | CS    | Luca Kjerrumgaard  |
| 22 | DNK | V     | Oscar Fuglsang     |
| 23 | DNK | KP    | Benjamin Lauridsen |
| 24 | DNK | CS    | Ole Jakobsen       |
| 25 | DNK | K     | Jeppe Rasmussen    |
| 26 | DNK | K     | Morten Bank        |
| 27 | DNK | V     | Rasmus Johnsen     |
| 28 | DNK | CS    | Oliver Baltzer     |
| 30 | DNK | CS    | Milas Schwensen    |
| 31 | DNK | KP    | Lucas Nyman        |

## Külső hivatkozások
- Hivatalos weboldal